# Panama op de Olympische Zomerspelen 1976
Panama nam deel aan de Olympische Zomerspelen 1976 in Montréal, Canada. Voor de zesde keer op rij werd geen medaille gewonnen.

## Deelnemers en resultaten

### Atletiek
| Olympiër     | Discipline | Resultaat | Prestatie                                                                                            |
| ------------ | ---------- | --------- | --- |
| Guy Abrahams | 100m (m)   | 5e        | serie 4: 2de in 10,40 kwartfinale 2: 1ste in 10,35 halve finale 1: 4de in 10,37 finale: 5de in 10,25 |
| Guy Abrahams | 200m (m)   | 10e       | serie 4: 1ste in 20,95 kwartfinale 1: 2de in 20,72 halve finale 2: 5de in 21,15                      |

### Gewichtheffen
| Olympiër         | Discipline  | Resultaat | Prestatie                                                       |
| ---------------- | ----------- | --------- | --------------------------------------------------------------- |
| Narcisco Orán    | -52kg (m)   | 12e       | trekken: 16de met 87,5kg stoten: 12de met 115kg totaal: 202,5kg |
| Pablo Justiniani | -82,5kg (m) | 11e       | trekken: 12de met 130kg stoten: 12de met 165kg totaal: 295kg    |

### Judo
| Olympiër     | Discipline | Resultaat | Prestatie                                                                                     |
| ------------ | ---------- | --------- | --------------------------------------------------------------------------------------------- |
| Jorge Comrie | -93kg (m)  | 12e       | 1ste ronde: vrij 2de ronde: W van SIN Kian: O-uchi-gari 3de ronde: V van SWE Schåltz: keikoku |

### Worstelen
| Olympiër       | Discipline  | Resultaat   | Prestatie                                                           |
| Vrije stijl    | Vrije stijl | Vrije stijl | Vrije stijl                                                         |
| -------------- | ----------- | ----------- | ------------------------------------------------------------------- |
| Segundo Olmedo | -68kg (m)   | 21e         | 1ste ronde: V van KOR Go: val 2de ronde: V van MGL Natsagdorj: 4-19 |

### Zwemmen
| Olympiër        | Discipline           | Resultaat | Prestatie               |
| --------------- | -------------------- | --------- | ----------------------- |
| Gianni Versari  | 100m vrije slag (m)  | 30e       | serie 5: 6de in 54,11   |
| Gianni Versari  | 200m vrije slag (m)  | 50e       | serie 6: 7de in 2.02,25 |
| Carlos González | 100m vlinderslag (m) | 39e       | serie 2: 7de in 1.00,97 |
| Carlos González | 200m vlinderslag (m) | 38e       | serie 3: 6de in 2.20,92 |
|                 |                      |           |                         |
| Georgina Osorio | 100m vrije slag (v)  | 44e       | serie 4: 7de in 1.03,88 |
| Georgina Osorio | 200m vrije slag (v)  | 37e       | serie 4: 7de in 2.19,06 |
| Georgina Osorio | 400m vrije slag (v)  | 32e       | serie 5: 7de in 4.49,80 |

Amerikaanse Maagdeneilanden · Andorra · Antigua en Barbuda · Argentinië · Australië · Bahama's · Barbados · België · Belize · Bermuda · Bolivia · Bondsrepubliek Duitsland · Brazilië · Bulgarije · Canada · Chili · Colombia · Costa Rica · Cuba · Denemarken · Dominicaanse Republiek · Duitse Democratische Republiek · Ecuador · Egypte · Fiji · Filipijnen · Finland · Frankrijk · Griekenland · Groot-Brittannië · Guatemala · Haïti · Honduras · Hongarije · Hongkong · Ierland · IJsland · India · Indonesië · Iran · Israël · Italië · Ivoorkust · Jamaica · Japan · Joegoslavië · Kaaimaneilanden · Kameroen · Koeweit · Libanon · Liechtenstein · Luxemburg · Maleisië · Marokko · Mexico · Monaco · Mongolië · Nederland · Nederlandse Antillen · Nepal · Nicaragua · Nieuw-Zeeland · Noord-Korea · Noorwegen · Oostenrijk · Pakistan · Panama · Papoea-Nieuw-Guinea · Paraguay · Peru · Polen · Portugal · Puerto Rico · Roemenië · San Marino · Saoedi-Arabië · Senegal · Singapore · Sovjet-Unie · Spanje · Suriname · Thailand · Trinidad en Tobago · Tsjecho-Slowakije · Tunesië · Turkije · Uruguay · Venezuela · Verenigde Staten · Zuid-Korea · Zweden · Zwitserland